# Tammelundin Liikenne
Tammelundin Liikenne est une entreprise de transports publics en Finlande.

## Histoire
Tammelundin Liikenne Oy est une compagnie assurant des services de bus à Helsinki et Vantaa en délégation de service de l'établissement des transports de la ville d'Helsinki.
Elle a été fondée en 1946 pour gérer les liaisons par bus de Tammisalo (en suédois : Tammelund), comme son nom l'indique, et jusqu'en 1982, son unique ligne circulait entre Rautatientori et Tammisalo. Lorsque la numérotation des lignes intérieures d'Helsinki fut unifiée en 1966, cette ligne reçut le numéro 83.
Au début de son activité, Tammelundin Liikenne devait rouler avec de vieux bus usés par la Seconde Guerre mondiale et mal entretenus. 
En 1958, le fondateur de Tammelundin Liikennee, Niilo Anttila, vendit l'entreprise à Lars Elers, qui acheta plusieurs voitures neuves. 
Dans les années 1961-1964, Tammelundin Liikenne a exploité la ligne 43 de Rautatientori au quartier résidentiel de Myllypuro pour l'Établissement des transports de la ville d'Helsinki. 
À la fin des années 1960, des discussions ont commencé sur le transfert des opérations des opérateurs de transport privés vers la ville d'Helsinki et, en 1973, des négociations ont également eu lieu sur le rachat de Tammelundin Liikenne par la ville d'Helsinki. 
Cependant, aucun accord n'a été trouvé et Tammelundin Liikenne est restée indépendante. 
En 1974, Lars Elers a fondé la société sœur de Tammelundin Liikente, Oy Polarbus Ab, qui se concentrait uniquement sur les transports affrétés.
Lors de la mise en service du métro d'Helsinki, la ligne 83 a été raccourcie pour devenir une ligne de liaison reliant la station de métro Herttoniemi à Tammisalo. 
En même temps, elle a été reprise par l'établissement des transports de la ville d'Helsinki et, en compensation, Tammelundin Liikenne a obtenu une partie des services de la ligne transversale 52 qui reliait Munkkiniemi à Vanhakaupunki. 
Aujourd'hui, Tammelundin Liikenne exploite les lignes intérieures 22(B), 21(N), 54, 90(A,N) et 96(N) à Helsinki. 
À l'automne 2015, elle a assuré la ligne intérieure 588 de Vantaa,  qui sera transférée à Nobina Oy à l'automne 2018.
En juin 1990, Tammelundin Liikenne a mis en service le premier bus à plancher surbaissé Mercedes-Benz modèle O405N de Finlande, et depuis lors, les achats d'équipements de l'entreprise se sont portés presque exclusivement sur des bus à plancher surbaissé Mercedes-Benz. 
En 1997, l'entreprise a acheté les quatre premiers bus finlandais utilisant le gaz naturel comme carburant, qu'elle a utilisés pour la ligne 62 en délégation du l'établissement des transports de la ville d'Helsinki, entre Rautatientori et Pirkkola.
En 2007, Tammelundin Liikenne est passé de Mercedes-Benz à Volvo pour ses achats des nouveaux véhicules.
Depuis 2016, Tammelundin Liikenne s'équipe de bus électriques de VDL Citea.

## Galerie

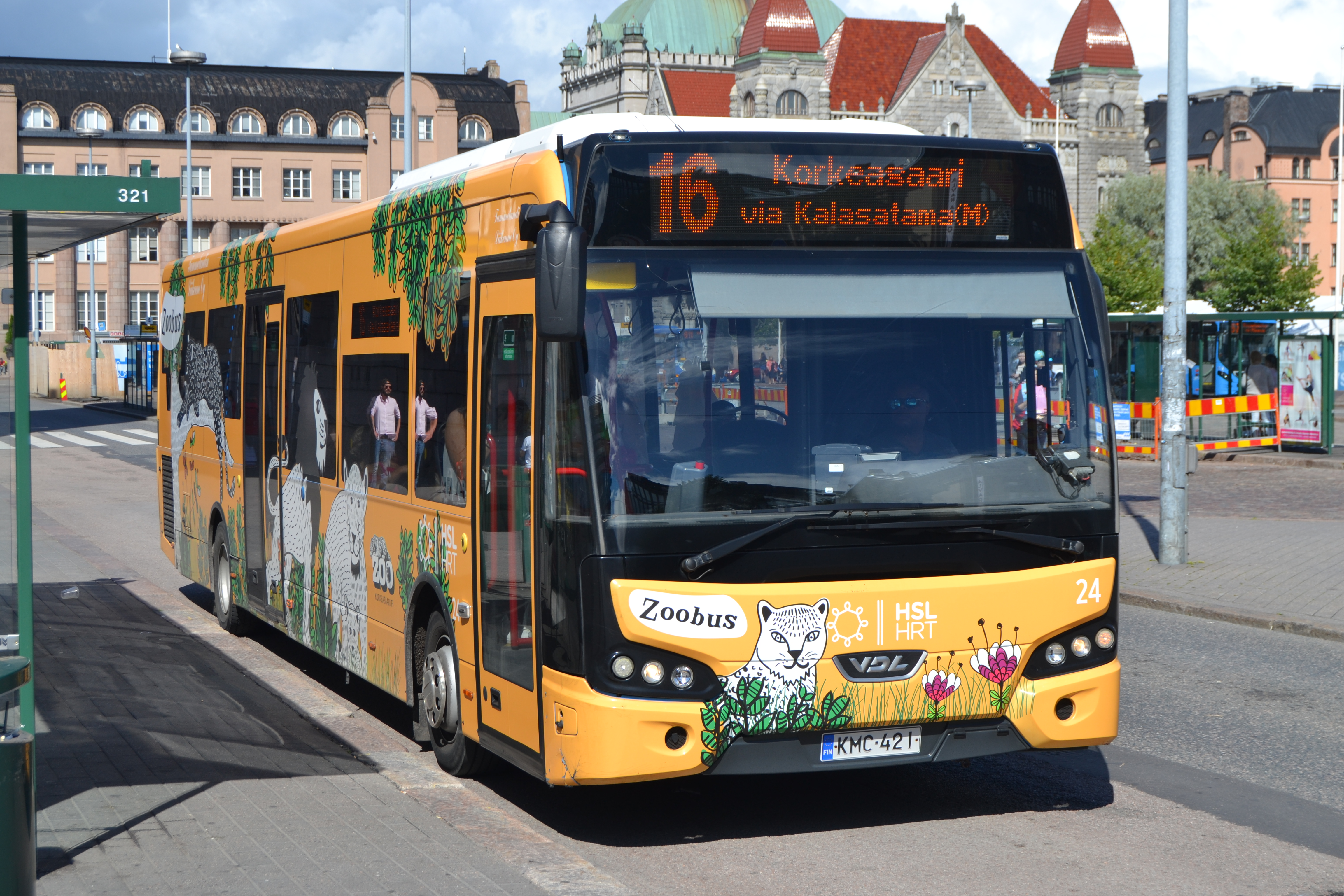
Bus de Tammelundin Liikenne VDL Citea LLE-120 -linja-auto (KMC-421, #24, 2012) sur Rautatientori.
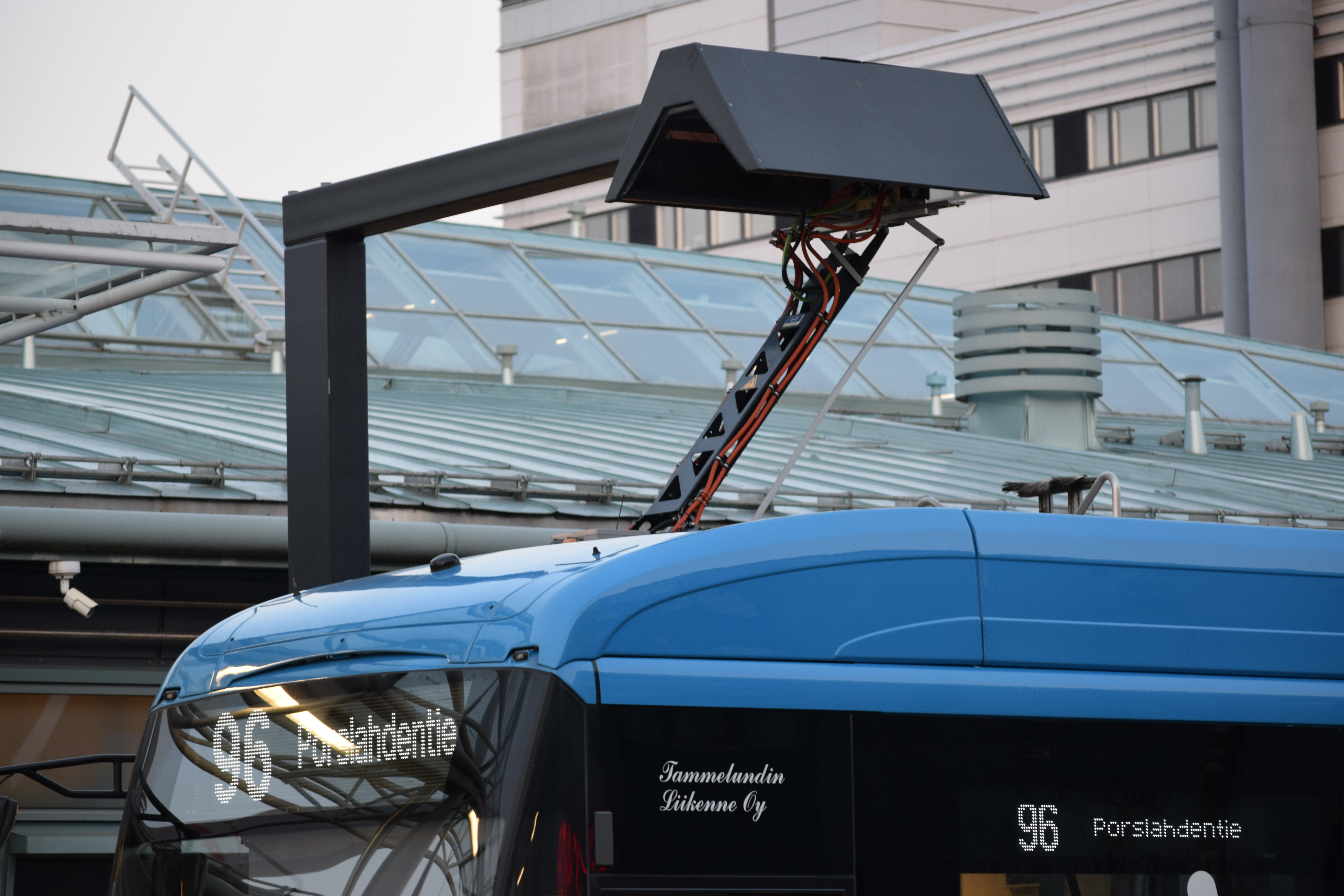
Bus électrique de la ligne 96 opéré par Tammelundin Liikenne à la station de métro Vuosaari.